# Röda linjen
Röda linjen lub Tub 2 – wspólna nazwa dwóch linii metra w Sztokholmie. Na czerwoną linię składają się linie T13 i T14.
T13 Norsborg - Ropsten

T14 Fruängen - Mörby centrum
Linia liczy sobie 36 stacji, z czego 19 to stacje podziemne (15 skalnych i 4 betonowe). Ma długość 41,238 km i jest o 18 metrów krótsza od zielonej linii. Stacje T-Centralen, Gamla Stan i Slussen leżą również na linii zielonej. W 2005 w przeciętny dzień roboczy z linii skorzystało ok. 411 000 osób. 
Linia T13 zaczyna się w północnej części gminy Botkyrka a kończy się w północno-wschodnim Sztokholmie. Linia T14 rozpoczyna się południowo-zachodniej części miasta kończy się w centrum gminy Danderyd. Obie linie mają wspólny przebieg od Liljeholmen do Östermalmstorg.
Pierwszy odcinek czerwonej linii oddano do użytku 5 kwietnia 1964. Było to połączenie między T-Centralen a Örnsberg (T13) i Fruängen (T14).

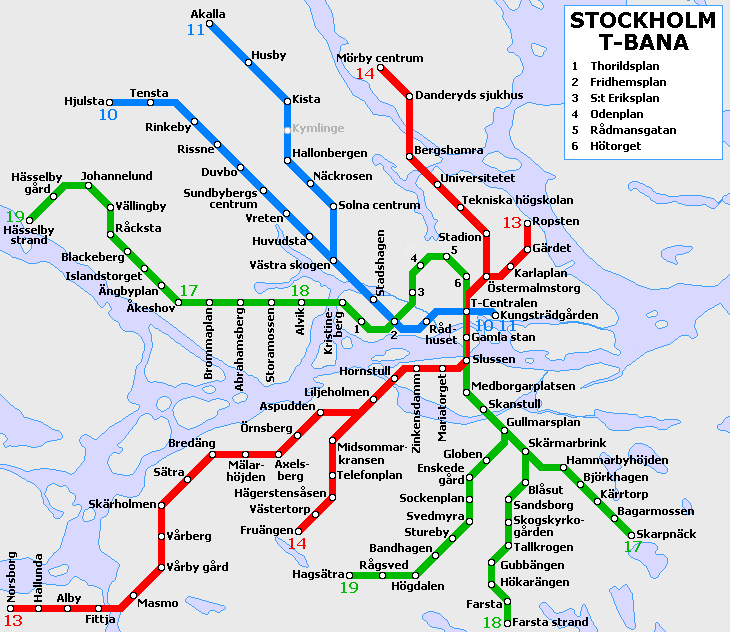
Schemat systemu metra